# Controversia sobre el accidente de Renault F1 Team en 2008

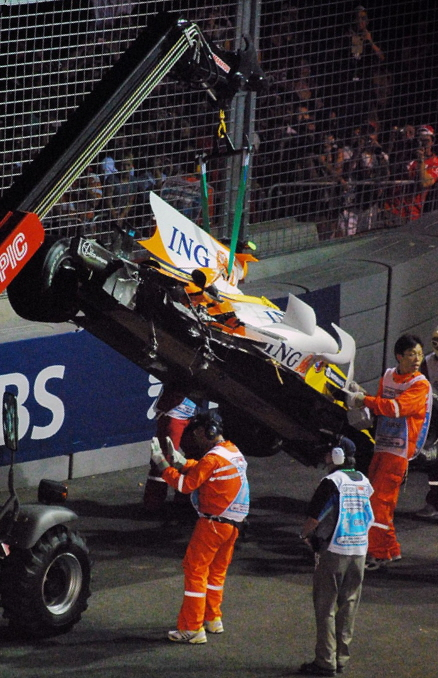
El Renault R28 accidentado de Nelson Piquet, Jr..

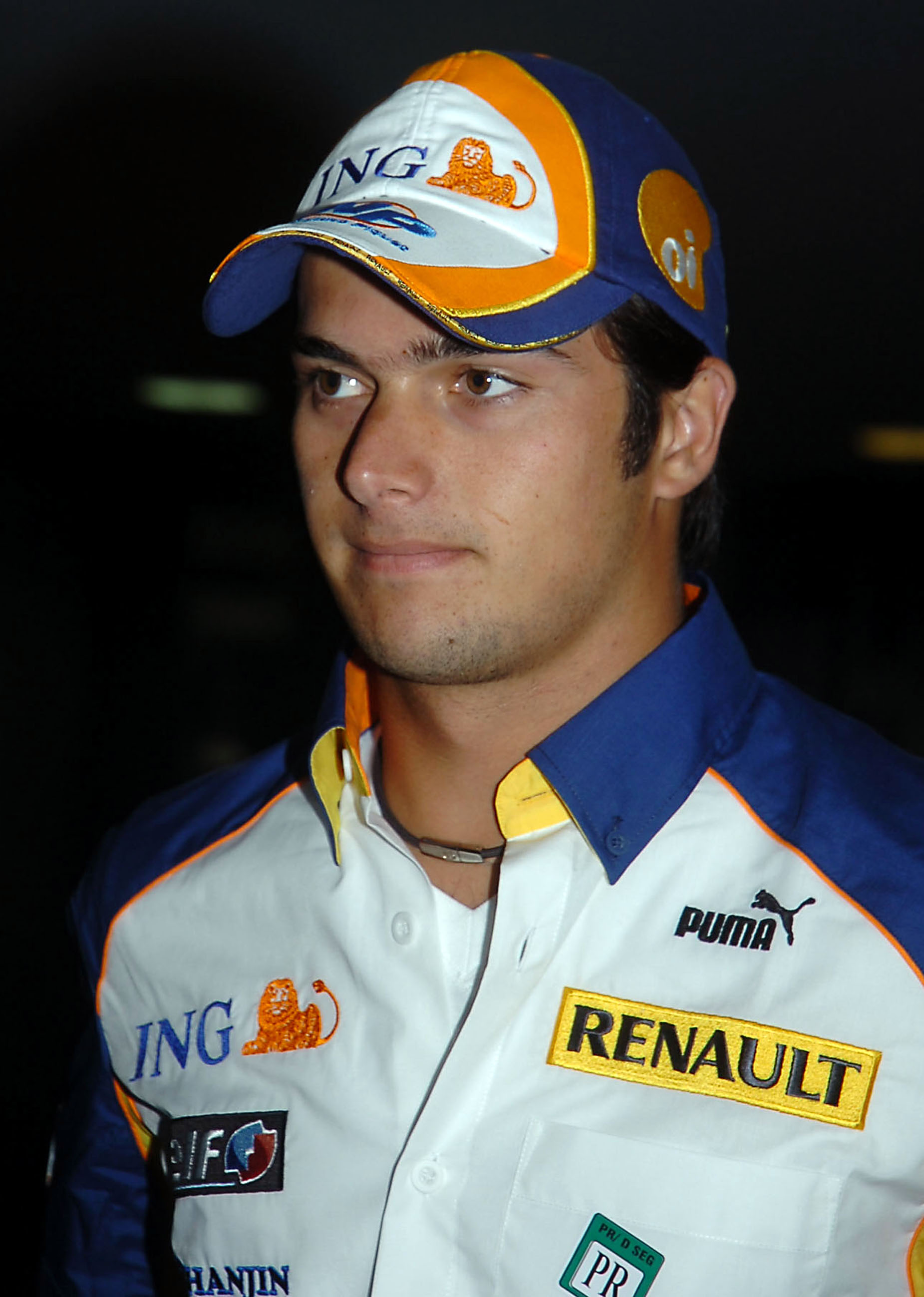
Piquet Jr. en diciembre de 2007.

La controversia sobre el accidente de Renault (llamado Crashgate en algunos medios de comunicación) fue un escándalo deportivo protagonizado por el equipo Renault F1 Team en la Fórmula 1 en 2008. Nelson Piquet, Jr., por entonces piloto de Renault, acusó a su ingeniero de ordenarle provocar un accidente durante el Gran Premio de Singapur 2008 para conseguir ventaja deportiva para su compañero de equipo Fernando Alonso.
El 28 de septiembre de aquel año, durante la vuelta 13, el monoplaza conducido por Piquet se estrelló contra el muro del circuito en la curva 17. El accidente hizo necesaria la salida del auto de seguridad. Fernando Alonso, que en ese momento era decimoquinto clasificado, acabó ganando la carrera debido a la aparición del coche de seguridad. Piquet alegó en ese momento que su accidente fue debido a un error, aunque a posterior a eso, un año después, declaró que fue una orden directa de la cúpula del Renault. La consecuencia de aquella trampa fue la exclusión de Flavio Briatore y Pat Symonds de la competición deportiva y la amenaza de suspensión sobre el equipo Renault durante dos años.

## Antecedentes

### Renault F1 Team
El equipo Renault regresó a la Fórmula 1 en el año 2002 con la compra del equipo Benetton Formula. El empresario italiano Flavio Briatore, había sido director ejecutivo de Benetton hasta el año 1997 y volvió a Renault ocupando el puesto que dejó. En agosto del mismo año, Briatore fue elegido presidente del equipo de fútbol inglés Queens Park Rangers F.C. (QPR), que compró junto a Bernie Ecclestone.
El piloto español Fernando Alonso había comenzado su trayectoria en la Fórmula 1 en el año 2001, y fue piloto de Renault desde el año 2002 hasta el 2006. Después de convertirse en Campeón del Mundo en 2005 y revalidar el título en el 2006, pasó a ser piloto del equipo McLaren y regresó a su equipo en el año 2008. El ingeniero inglés Pat Symonds se convirtió en director ejecutivo de Renault. Symonds ya había trabajado para el equipo Benetton y en su predecesor, el equipo Toleman. El piloto Brasileño Nelson Piquet Junior, hijo del triple campeón del mundo Nelson Piquet, fue compañero de equipo de Alonso durante el mundial 2008, Piquet ya era piloto reserva de Renault en el año 2007. Desde octubre del 2006, Piquet estaba contratado personalmente por Briatore. Previamente a la victoria de Singapur, Renault llevaba cerca de dos años sin conseguir una victoria en un Gran Premio (la última victoria databa del Gran Premio de Japón de 2006) y su permanencia en la Fórmula 1 estaba seriamente comprometida.

## Preparación de la colisión
Después de que Renault tuviera un mal año se le veían buenas expectativas para el GP de Singapur de 2008. Sin embargo a Alonso se le paraba el coche en la Q2 y los dos monoplazas de Renault saldrían desde la octava fila de la parrilla.
Horas antes de la carrera, según la declaración de Piquet, se reunieron: él, Briatore y Symonds para ofrecerle chocarse para favorecer a Alonso en la carrera. Piquet aceptó por su situación con los contratos.
El plan era que Alonso repostara unas vueltas antes del accidente de Piquet. El accidente debía ser en una curva (la n.º 17) que no tuviera salidas provocando un coche de seguridad. Entonces Alonso debería salir primero. Finalmente Alonso repostó en la vuelta 12 y dos vueltas después Piquet hizo su accidente.

## Denuncia y resolución

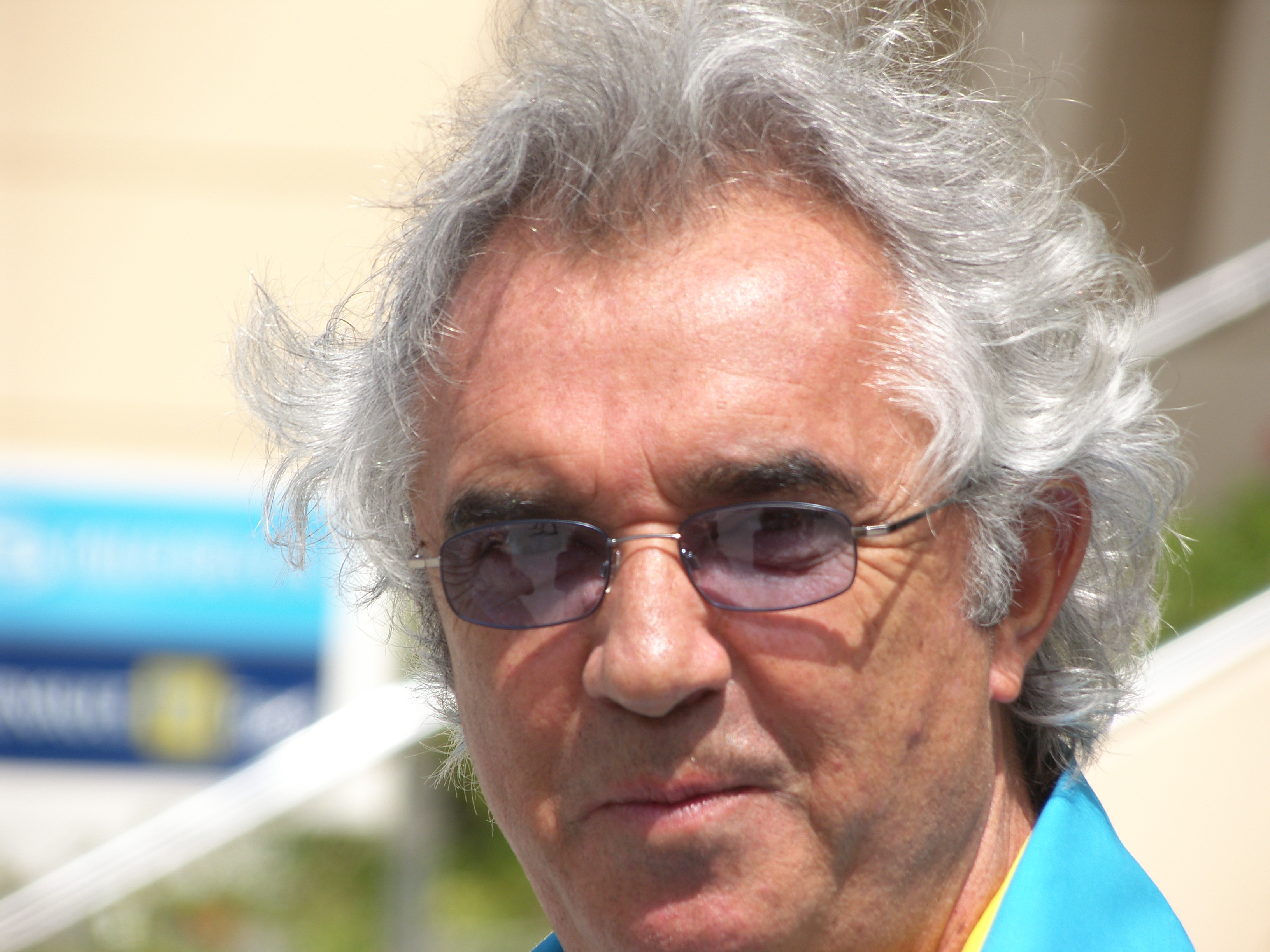
Flavio Briatore fue expulsado de por vida de la Fórmula 1.

Tras haber sido despedido del equipo después del Gran Premio de Hungría 2009, Piquet (por mediación de su padre Nelson Piquet Sr.) alegó que la colisión fue una orden dictada por los altos cargos del equipo, para así mejorar la situación de Alonso. La Federación Internacional del Automóvil comenzó una investigación al equipo Renault, que tuvo que declarar en sucesivas ocasiones a lo largo del mes de septiembre del 2009. 

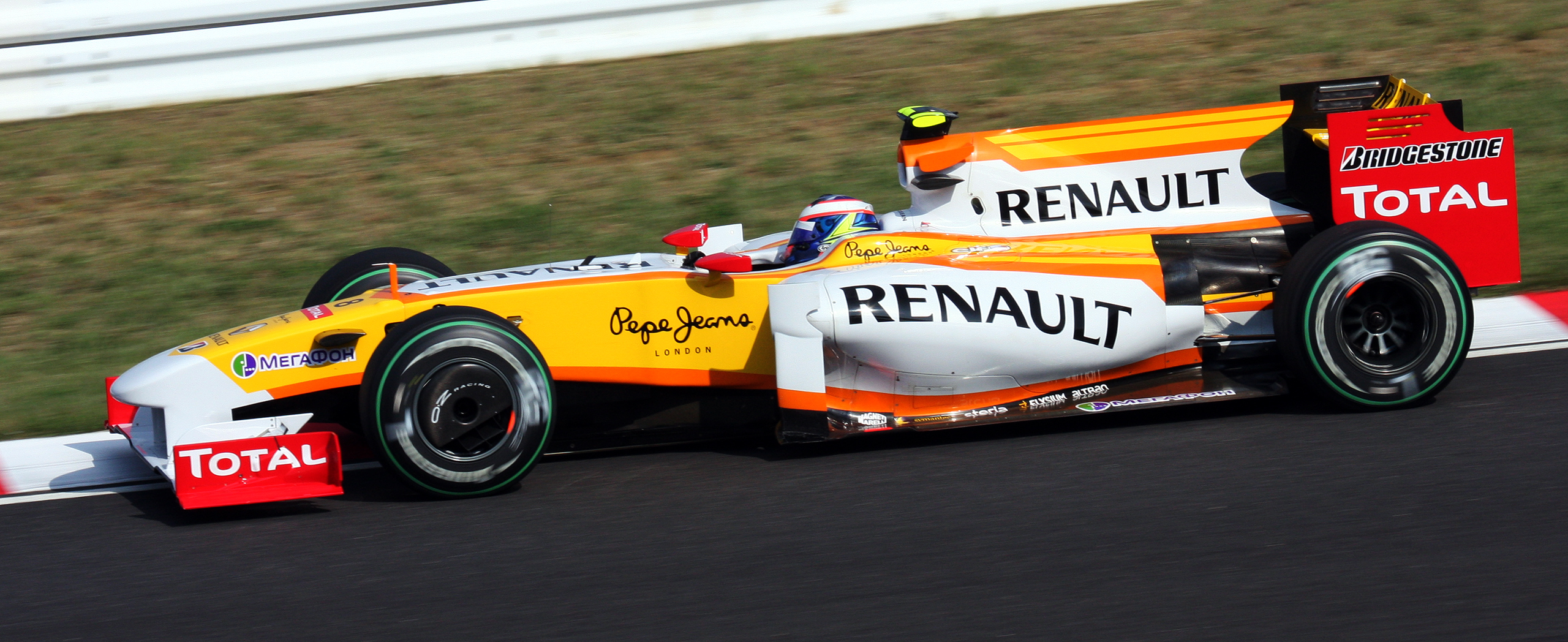
Después de que el caso saliera a la luz, el equipo Renault perdió auspiciantes como ING y Mutua Madrileña.

El 16 de septiembre, Renault se negó a hacer declaraciones sobre los cargos en su contra; sin embargo, anunció que tanto su director ejecutivo, Pat Symonds, como su director deportivo, Flavio Briatore, abandonaban el equipo.
Finalmente, el 21 de septiembre se anunció que Renault F1 sería descalificada de la Fórmula 1 durante dos años, sentencia que quedó en suspenso (debido a la colaboración del equipo en el caso) y que solo se aplicaría en caso de reincidencia. Briatore quedó expulsado de cualquier evento relacionado con la Fórmula 1 de por vida y Symonds durante cinco años.
Por su parte Nelson Piquet Jr. no fue sancionado debido a que su padre le exigió a la FIA la inmunidad para poder denunciar el hecho, mientras que Alonso tampoco fue sancionado puesto que nunca tuvo conocimiento del plan de sus jefes.